# Cucanya de la plaça Nova

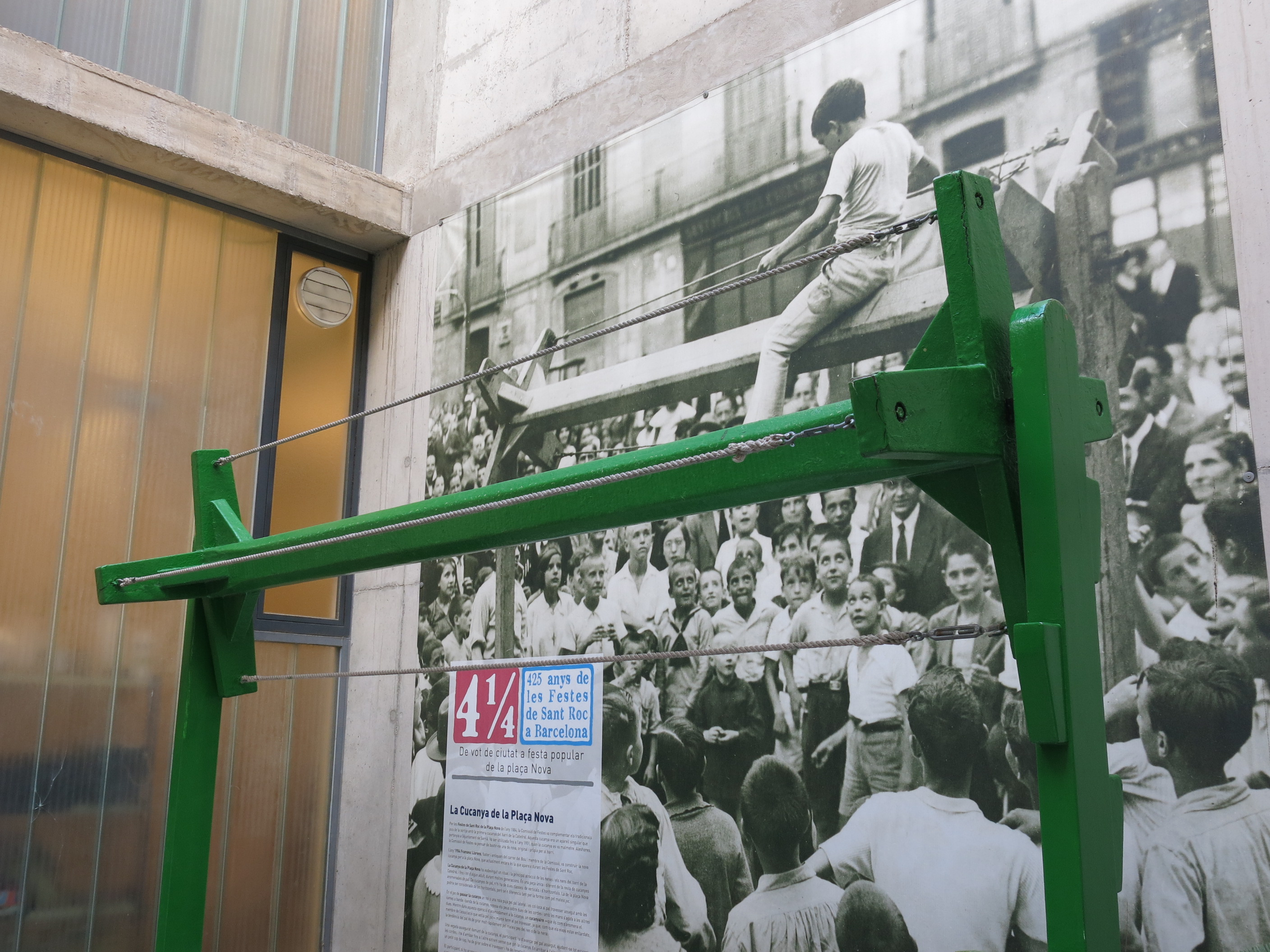
La cucanya de la plaça Nova, conservada a la Casa dels Entremesos

La cucanya de la plaça Nova data del 1884 i a diferència de la majoria de cucanyes que es juguen en vertical aquesta presenta la singularitat de ser l'exemplar de cucanya horitzontal més antic que es conserva a Catalunya. En ser horitzontal gira sobre un eix i és molt complicat de mantenir-hi l'equilibri. Arrossegar-s'hi per poder abastar l'objecte o bé moure-s'hi penjat de cap per avall és una tasca difícil, per molt que dels extrems en pengin unes cordes per subjectar-hi les mans i els peus.
La primera referència històrica d'aquest joc és del 1884, però l'exemplar que es conserva actualment a la Casa dels Entremesos és del 1903. Originàriament formava part d'un conjunt de jocs de sortija, una activitat molt popular al segle xix. La cucanya es pot veure cada any per les Festes de Sant Roc de la Plaça Nova, pels volts del 16 d'agost. Durant els dies de festa major a la tarda, els infants poden pujar-hi i provar d'aconseguir el premi.